# 452e régiment d'artillerie
Le 452e régiment d'artillerie est un régiment d'artillerie de l'armée française. Le régiment existe pendant la Première Guerre mondiale comme 452e régiment d'artillerie lourde (452e RAL) et dans les années 1950 comme 452e groupe d'artillerie anti-aérienne (452e GAA).

## Création et différentes dénominations
- juillet 1918 : création du 452e régiment d'artillerie lourde
- 31 mai 1919 : dissous
- 15 septembre 1949 : création du 452e groupe d'artillerie anti-aérienne
- 28 février 1963 : dissous

## Historique

### 452erégimentd'artillerie lourde
Le 452e régiment d'artillerie lourde est créé en juillet 1918 à partir du I/105e RAL, du II/109e RAL et du II/131e RAL.
Il est dissout le 31 mai 1919.

### 452egrouped'artillerie anti-aérienne
Le 452e groupe d'artillerie anti-aérienne est créé à Verdun le 15 septembre 1949. Il combat lors de la guerre d'Algérie puis revient en France en 1963, où il est dissout le 28 février 1963.

## Étendard
Il porte, cousues en lettres d'or dans ses plis, les inscriptions suivantes, :
- Le Matz 1918
- Somme-Py 1918
- AFN 1952-1962

Le 452e GAA n'a jamais possédé d'étendard propre, recevant successivement la garde de celui du 40e RA, du 151e RAP et du 74e RADC. Le 452e RA n'en a pas moins reçu la décoration AFN 1952-1962 sur son étendard.

## Sources et bibliographie
- Historique du 112e régiment d'artillerie lourde pendant la guerre 1914-1919, Paris, H. Charles-Lavauzelle, 1920, 31 p. (lire en ligne)